# Зневуглецьовування
Зневуглецьо́вування (англ. decarburization) — зменшення концентрації вуглецю у сталях і сплавах, яке відбувається при нагріванні в окислювальних середовищах, а також у водні (сухому або вологому).

## Особливості прояву
Зневуглецьовування може мати як шкідливий, так і корисний вплив.
Зневуглецьовування сталі, що відбувається при термічній обробці, поширюється углиб металу і приводить до погіршення властивостей поверхні готової продукції та браку, оскільки наступне гартування буде неефективним. Зневуглецьовування — результат різноманітних, часто складних хімічних реакцій: (C + 1/2 O2= CO; С + O2 = CO2; C + CO2 = 2CO; С + H2O = CO + H2; С + 2H2 = CH4; С + FeO = CO + Fe) що відбуваються із помітною швидкістю за температур понад 700 °C. Ступінь зневуглецьовування зменшують шляхом скорочення часу перебування металу при високих температурах або через застосування швидкого електроконтактного нагрівання. Практикується видалення уже зневуглецьованого шару механічним шляхом на шліфувальних верстатах. Зневуглецьовування може бути усунене при нагріванні у печах із захисною атмосферою або у вакуумі, а також шляхом проведення реставраційної цементації.
З іншого боку, зневуглецьовування матеріалу, для якого присутність вуглецю є шкідливою (наприклад, трансформаторної чи неіржавної сталі), дає позитивний результат і розглядається як різновид хіміко-термічної обробки (так зване рафінувальне зневуглецьовування). Таке оброблення проводиться при нагріванні у газових середовищах певного складу, підібраного так, щоб основний метал не вступав у хімічні реакції. Трансформаторну сталь відпалюють у сумішах N2—H2—H2O; відношення концентрації H2 до H2O при цьому таке, що залізо не окиснюється, а карбон утворює CO і видаляється. Неіржавні сталі і подібні до них сплави, які містять легувальні елементи, які легко окиснюються, піддають рафінувальному відпалу у середовищі сухого водню.